# خارطة الحب
خارطة الحب رواية للكاتبة المصرية أهداف سويف، كتبتها بالإنجليزية وصدرت سنة 1999 في طبعتها الأولى ،ترجمت إلى ما يقارب عشرين لغة، وترجمتها الكاتبة المصرية فاطمة موسى (والدتها) إلى اللغة العربية. ونشرت هذه الترجمة سنة 2010 عن دار الشروق بالقاهرة .

## نبذة
تجمع الرواية بين أحداث الفترة الكولونيالية في مصر وحياة شخصيات متنوعة. تدور القصة الرئيسية حول آنا وينتربورن، امرأة إنجليزية تسافر إلى مصر في فترة الانتداب البريطاني وتقع في حب شريف البارودي، رجل مصري مناضل.
من خلال رسائل قديمة وصندوق يحتوي على مذكرات وصور، تكتشف إيزابيل، صحفية أمريكية في الزمن المعاصر، تفاصيل قصة حب آنا وشريف، بمساعدة أمل الغمراوي، الباحثة المصرية.

## أهم أبطال الرواية
- آنا وينتربورن: البطلة الإنجليزية التي تسافر إلى مصر في فترة الانتداب البريطاني وتقع في حب شريف البارودي.
- شريف البارودي: مصري وطني ومناضل يعمل لتحقيق استقلال بلاده.
- أمل الغمراوي: باحثة مصرية في الزمن المعاصر.
- إيزابيل: صحفية أمريكية وابنة أمل.
- عمر الغمراوي: شقيق أمل.

## التأثير
الرواية ليست مجرد قصة حب، بل هي أيضاً استكشاف عميق لتاريخ مصر، وصراعاتها السياسية والاجتماعية، ونضال أهلها من أجل الاستقلال. كما تتناول الرواية العلاقة بين مصر وبريطانيا، وتأثير الكولونيالية على كلا الطرفين، بالإضافة إلى إلقاء الضوء على قضايا معاصرة مثل النزاع العربي الإسرائيلي.
تميزت الرواية بمزجها بين حقبتين زمنيتين مختلفتين ونقل تفاصيل الحياة الاجتماعية والثقافية والسياسية بدقة وعمق، مما جعلها رواية فريدة من نوعها ومعبرة عن الروح المصرية.رشحت الرواية لجائزة البوكر سنة1999.